# Joseph Ramotshabi
Joseph Ramotshabi, född 1 juni 1962, är en friidrottare från Botswana. Han deltog vid olympiska sommarspelen 1980, olympiska sommarspelen 1984 och olympiska sommarspelen 1988.